# بیرینجی قره‌دمیرچی
بیرینجی قره‌دمیرچی (به لاتین: Birinci Qaradəmirçi) یک منطقه مسکونی در جمهوری آذربایجان است که در شهرستان بردع واقع شده است. این روستا ۱۸۶۵ نفر جمعیت دارد.